# یوهان لوندرن
یوهان لوندرن (انگلیسی: Johan Lundgren; ۵ ژانویهٔ ۱۸۹۹ – ۲۱ ژوئن ۱۹۷۹) دوچرخه‌سوار اهل دانمارک بود.